# 玛加丽塔·马蒙
玛加丽塔·马蒙-苏霍鲁科娃（俄语：Маргарита Мамун-Сухоруковa，1995年11月1日—）生于莫斯科，俄罗斯艺术体操运动员。她的父亲是孟加拉国人，母亲是俄罗斯人。马蒙曾一度同时拥有俄罗斯和孟加拉国国籍，由于俄罗斯不承认双重国籍，她在后来仅保留了俄罗斯国籍。2016年8月，马蒙参加了里约奥运，获得艺术体操个人全能金牌，在她获得奥运金牌六天后，她的父亲因癌症去世。马蒙于2017年正式退役，在她退役的消息公布之前，她于同年9月8日与游泳选手亚历山大·苏霍鲁科夫结婚。两人的儿子于2019年10月3日出生。